# Master class
Una masterclass o lezione magistrale (anche in latino lectio magistralis) è una lezione impartita da un esperto rivolta a studenti di una particolare disciplina. Le master class vengono generalmente tenute da professionisti di alto livello, come musicisti, cantanti, danzatori, fotografi e pittori, in un ambito in cui le tecniche vengono trasmesse personalmente da un individuo ad un altro.
Vista la sua natura interattiva, di solito la masterclass è aperta ad un numero limitato di allievi (per dare a ciascuno il tempo necessario all'esecuzione) i quali possono essere suddivisi in classi in base al loro livello di apprendimento più o meno avanzato.
Le master class tenute da artisti molto popolari possono essere aperte anche a chiunque per motivi commerciali: al giorno d'oggi il concetto di master class si è esteso a esperienze di insegnamento riguardanti la scrittura, la cucina, l'artigianato, la fotografia e varie altre discipline.